# Lokomotiv Jaroslavl
Lokomotiv Jaroslavl (russisk: Локомотив Яросла́вль) er et professionelt ishockeyhold etableret i 1959 fra Jaroslavl i Rusland, som spiller i den Kontinentale Hockey-Liga (KHL). Holdet spiller sine hjemmekampe på Lokomotiv Arena 2000, som har en kapacitet på 9.070 tilskuere. Holdets tidligere hjemmebane var Avtodizel Arena i perioden fra 1959 til 2001. Lokomotiv Jaroslavl er tre gange russisk mester i ishockey (1997, 2002 og 2003).

## Flystyrtet i Jaroslavl 2011
Den 7. september 2011 omkom næsten hele spillertruppen i et flystyrt udenfor Jaroslavl. I alt mistede 43 mennesker livet i ulykken. Den eneste overlevende var højrevingen Aleksandr Galimov, som døde den 12. september 2011 af sine omfattende skader.